# Tramacastilla
Tramacastilla è un comune spagnolo di 135 abitanti situato nella comunità autonoma dell'Aragona.
Ha dato i natali a Martín Almagro Basch, archeologo e storico di fama internazionale.